# Grossera macrantha
Grossera macrantha är en törelväxtart som beskrevs av Ferdinand Albin Pax. Grossera macrantha ingår i släktet Grossera och familjen törelväxter. Inga underarter finns listade i Catalogue of Life.